# Agyrrhios
Sauf précision contraire, les dates de cet article sont sous-entendues « avant l'ère commune » (AEC), c'est-à-dire « avant Jésus-Christ ».
Agyrrhios (grec ancien Ἀγύῤῥιος) est un homme politique athénien du IVe siècle av. J.-C., né à Collytos, dème d’Attique. 
L’orateur Andocide, un de ses plus acharnés adversaires, le qualifia ironiquement de « noble et bon » (τὸν καλὸν κἀγαθὸν) après un séjour en prison de plusieurs années pour avoir détourné de l’argent public. Vers 395, au lendemain du rétablissement de la démocratie à Athènes, Agyrrhios institua le misthos ecclesiasticos, la rétribution par un salaire de la présence aux séances de l'assemblée du peuple ; en revanche, il diminua le montant des prix attribués aux vainqueurs des concours de comédies. La politique d'Agyrrhios le rendit très populaire au sein du peuple athénien, popularité qui a mené à son élection comme stratège (389).
Le rôle d'Agyrrhios a été réévalué par les historiens de l’Antiquité : son nom apparaît en effet dans une importante inscription de 374-3, découverte en 1986 à l’agora d’Athènes et publiée en 1998. Il s'y montre le promoteur d’une loi fiscale sur le grain des îles Lemnos, Imbros et Scyros.